# Drummondia
Drummondia là một chi rêu trong họ Orthotrichaceae.